# 里奥·米查姆
里奥·米查姆（英語：Rio Mitcham，1999年8月30日—），英国男子田径运动员，主攻400米短跑，2022年欧洲锦标赛男子4×400米接力金牌得主、2023年世界锦标赛混合4×400米接力银牌得主。